# Mahendra Mohan Choudhury
Mahendra Mohan Choudhury (* 12. April 1908 in Nagaon, Distrikt Undivided Kamrup, Assam, Britisch-Indien; † 27. Dezember 1982 in Gauhati, Assam) war ein indischer Politiker des Indischen Nationalkongresses (INC), der Mitglied der Rajya Sabha war, des Oberhauses des indischen Parlaments. Er war zwischen 1970 und 1972 Chief Minister von Assam sowie von 1973 bis 1977 Gouverneur von Punjab.

## Leben
Mahendra Mohan Choudhury, Sohn von Dandiram Chaudhury, absolvierte ein grundständiges Studium, das er mit einem Bachelor of Arts (B.A.) beendete, sowie ein Studium der Rechtswissenschaften, welches er mit einem Bachelor of Laws (LL.B.) abschloss. Als Anhänger von Mohandas Karamchand Gandhi engagierte er sich in den Unabhängigkeitsbestrebungen und nahm an der Quit-India-Bewegung gegen die Herrschaft des Vereinigten Königreichs in Britisch-Indien teil. Aufgrund seines Engagements wurde er 1932, 1941 sowie erneut 1945 verhaftet. Noch vor der Unabhängigkeit Indiens am 15. August 1947 war er zwischen 1946 und 1956 erstmals Mitglied der Legislativversammlung von Assam (Assam Legislative Assembly) sowie danach zwischen 1947 und 1950 Parlamentarischer Sekretär der von Chief Minister Gopinath Bordoloi geleiteten ersten Regierung dieses Bundesstaates. Danach war er von 1950 bis 1955 Minister in der Regierung von Chief Minister Bishnuram Medhi.
Am 1. Dezember 1956 wurde er zum ersten Mal Mitglied der Rajya Sabha, des Oberhauses des indischen Parlaments, und gehörte diesem bis zum 9. April 1958 an. Während dieser Zeit war er zwischen 1956 und 1958 auch Generalsekretär des All India Congress Committee (AICC), des Präsidiums des Indischen Nationalkongresses (INC). 1958 wurde er erneut Mitglied der Legislativversammlung von Assam und gehörte dieser nunmehr bis 1972 an. Er war in dieser Zeit zunächst zwischen 1959 und 1967 Sprecher (Speaker) der Legislative Assembly und damit Parlamentspräsident. Anschließend bekleidete er zwischen 1967 und 1970 in der Regierung von Chief Minister Bimali Prasad Chaliha wieder ein Ministeramt.
Mahendra Mohan Choudhury, der auch Vorsitzender der Kongresspartei in Assam war, löste am 11. November 1970 Bimali Prasad Chaliha als Chief Minister von Assam ab und bekleidete dieses Amt bis zum 30. Januar 1972, woraufhin Sarat Chandra Sinha seine Nachfolge antrat. Am 19. Juni 1972 wurde er erneut Mitglied der Rajya Sabha, der er nunmehr bis zum 2. April 1974 angehörte. Zuletzt übernahm er am 21. Mai 1973 von Dadasaheb Chintamani Pavate das Amt als Gouverneur von Punjab. Er hatte dieses bis zum 31. August 1977 inne und wurde danach von Ranjit Singh Narula abgelöst.
Aus seiner Ehe mit Sukhalata Chaudhury gingen zwei Söhne und vier Töchter hervor.